# 그나이우스 도미티우스 툴루스
그나이우스 도미티우스 툴루스(Gnaeus Domitius Tullus)는 서기 1세기에 활동한 로마의 원로원 의원이다. 그의 정식 이름은 그나이우스 도미티우스 쿠르비우스 툴루스(Gnaeus Domitius Curvius Tullus)이다. 그는 보좌 집정관을 두 번 맡았으며 첫 번째는 76년과 79년 사이이며 두 번째는 트라야누스의 동료 집정관으로서 98년 1월 13일부터 31일까지 눈디니움 기간이었다.
툴루스는 갈리아 나르보넨시스의 섹스투스 쿠르비우스 툴루스와, 티티아 마르켈라로 추정되는 이름의 여인 사이에서 태어났다. 소플리니우스는 툴루스 형제가 연설가 그나이우스 도미티우스 아페르에게 박해를 받았고 선대 툴루스의 시민권과 재산을 박탈당했다고 설명하였다. 그렇지만 그 뒤에 아페르는 툴루스와 그의 형제 그나이우스 도미티우스 루카누스를 자신의 유언상의 상속인으로 삼았고, 이들에게 자신의 가문의 이름을 지니는 조건으로 재산을 남겨주었다.

## 생애
툴루스의 쿠르수스 호노룸은 두 개 비문에 기록되어 있으며, 그의 삶의 개요를 전한다. 그는 10대 시절에, 원로원 출신 아버지를 둔 젊은이들이 정치 경력을 시작하는, '비긴티비리'의 네 개 부서 중 하나인 '데켐비리 스틀리티부스 유디칸디스'(decemviri stlitibus iudicandis)로 원로원 의원 경력을 시작하였다. 이후에 라인강 국경의 알라우다이 제5군단에서 트리부누스 밀리툼으로 복무했으며, 그와 같은 군단에서 그의 형제가 복무했었다. 그 뒤에 루카누스는 공화정 시절의 정무관직을 거쳤는데, 처음은 이름이 밝혀지지 않은 황제(기록말살형 때문에 비문들에서 일반적으로 이름이 빠지게 된 네로로 추정)를 지원하는 재무관을, 그 뒤에는 호민관과 법무관을 맡았으며, 그 후에 그와 그의 형제는 70년부터 73년까지, 누미디아 속주를 다스리는 지위였던 아우구스타 제3군단의 레가투스 레기오니스로 임명됐는데 베르너 에크는 루카누스가 민간 책무들을 다루고, 툴루스가 군단을 지휘했다고 주장한다. 그 다음, 그와 형제는 72/73년에 베스파시아누스 그리고 티투스 황제한테서 파트리키 계층으로 편입되었는데 이에 대한 정확한 이유는 기록에 남아 있지 않다. 언뜻 보기엔, 네 명의 황제의 해 기간 형제들의 지지에 대한 보상처럼 보이지만 증거 자료들을 검증한 뒤에 George W. Houston는 그의 간택이 비상 사태에 대한 반응으로 우선 해석될 수 있다고 결론지었는데, 아우구스타 제3군단의 군단장이라는 지위에 대해 Sex. 센티우스 카이킬리아누스를 대신할 '프라이토리우스 비르'(praetorius vir, 집정관 지위 인물)가 필요했기 때문이란 것이다."
계층 상승 이후, 툴루스는 게르만 부족들을 상대하는 벡실라티오 병사들의 프라이펙투스를 수행했고, 이 때의 공적으로 계급에 걸맞은 '도나 밀리타리아' 즉 훈장을 수여받았다. 그 뒤에 그는 가장 저명한 고대 로마 사제단 네 개 중 하나인 '셉템비리 에풀로눔'으로 입단했다. 그 다음 아프리카 속주의 프로콘술직 총독을 맡던 형제 루카누스를 보조하는 레가투스로 1년간(84/85년) 있다가 85/86년에 그도 아프리카의 프로콘술직 총독을 수행했다.
툴루스의 활발한 생애는 플리니우스가 전하길 "모든 팔다리가 비틀리고 못 쓰게 되었다"라는 평을 남기게 했는데, 플리니우스는 노년의 툴루스가 몹시도 쇠약해져 다른 이들의 도움이 있어야 자세를 바꿀 수 있었으며 씻고 양치하는 데 도움이 필요했다고 언급했다. 플리니우스는 "그가 약해진 소화력에 불만을 토로하던 시절, 매번 그는 노예의 손가락을 빨았다"라고 덧붙여 전하였다.

## 가문
만약 루카누스와 툴루스가 동시에 같은 직책을 맡았다는 사실이 이 형제들이 매우 친했다는 충분한 증거가 되지 못했다면, 플리니우스의 서신은 툴루스가 죽은 뒤에 쓰인 것이며, 이 서신에서 그는 서로에 대한 그들의 충성심을 보여주는 명확한 예를 제시하였다.
루카누스는 55년에 보좌 집정관을 지낸 티투스 쿠르틸리우스 만키아의 딸과 혼인하였으며 이들 사이에 도미티아 루킬라라는 딸을 두었다. 하지만 만키아는 루카누스에 대한 증오심이 있었고, 루카누스가 만일 루킬라를 가부라는 가정권에서 딸을 해방시켜준다면 딸을 자신의 유일한 상속권자로 해준다는 제안을 했었다. 이럴 경우에 루카누스가 그의 사망으로 이득을 보는 걸 막을 수 있었을 것이다. 루카누스가 받아들인 이 행위는 툴루스가 그녀를 입양하는 식으로 해결되며 소용이 없었다.
플리니우스의 서신 내용으로, 툴루스가 친자를 두었는지 아닌지는 불명확하다. 그는 툴루스가 늙고 지병으로 쇠약했을 때, 결혼 생활을 했었다가 미망인이 되었고 이전의 결혼 생활에서 자녀를 두고 있던, '뛰어난 혈통과 정직한 성격'의 여성과 결혼했다고 전한다. 플리니우스는 그의 상태에도 불구하고 그의 곁에 남아 있는 그녀의 인내를 칭송하면서도 이름을 밝히지는 않았다.